# Ángel Ramos
Ángel Ramos Torres (3 de dezembro de 1902 – 1 de setembro de 1960) foi o fundador da Telemundo, a segunda maior emissora de televisão de TV a Cabo na Língua Espanhola dos Estados Unidos.

## Biografia
Ramos nasceu entre uma família no norte de Manati. Ele tinha 3 anos de idade quando seus pais fizeram regime. Ele foi criado pelo tio e terminou a educação primária. Porém em 1917, quando ele tinha 15 anos de idade, ele percebeu que em Manati ele não tinha futuro e deixou a sua casa, ele então se mudou para San Juan, a capital da cidade de Porto Rico.
Enquanto vivia em San Juan, ele foi para a escola no Central High School e achou um emprego no "El Mundo", um jornal de pouca audiência. Ele começou como escritor, e terminou o colegial, ele rapidamente cresceu na companhia. Em 1924, quando tinha 22 anos de idade, ele foi promovido a diretor-administrador.

## "El Mundo", o Jornal
Em 1944, Ramos comprou a companhia de jornal com o mesmo nome, porém com modificações em quadros. Na caminhada do jornal, transferiu uma das sedes para a Cidade de Nova York. Foi lá que conheceu sua futura esposa, uma garota italiana com o nome de Argentina Schifano. Depois de casado, a companhia "El Mundo" restabeleceu como sede principal em Porto Rico.
Anos depois, comprou ações em canais de radio e televisão. O principal canal de radio e televisão em que tinha ações era o WKAQ-AM.

## Telemundo
Em 1954, Ramos fundou a primeira emissora Porto Ricana de televisão, WKAQ-TV, que foi transmitido no canal 2 e que era chamado de Telemundo. Em 22 de Agosto de 1955, Telemundo trouxe programas musicais e óperas. Também começou a transmitir telenovelas, reality shows e programas de auditório.